# La Belle Équipe
La Belle Équipe is een Franse dramafilm uit 1936 onder regie van Julien Duvivier. Destijds werd de film uitgebracht onder de titel Vrienden en vrouwen.

## Verhaal
Vijf werklozen winnen 100.000 frank in de lotto. Ze besluiten samen een groot café te kopen. Ze komen echter in de problemen, als een ex-vrouw een deel van het geld opeist en een van de mannen wordt achtervolgd door de politie.

## Rolverdeling
| Acteur            | Personage        |
| ----------------- | ---------------- |
| Jean Gabin        | Jeannot          |
| Charles Vanel     | Charlot          |
| Raymond Aimos     | Tintin           |
| Viviane Romance   | Gina             |
| Jacques Baumer    | Mijnheer Jubette |
| Marcelle Géniat   | Grootmoeder      |
| Raymond Cordy     | Dronkaard        |
| Charles Granval   | Eigenaar         |
| Micheline Cheirel | Huguette         |
| Rafael Medina     | Mario            |
| Charles Dorat     | Jacques          |
| Robert Lynen      | René             |
| Robert Ozanne     | Barman           |
| Robert Moor       | Huurder          |
| Marcel Maupi      | Vriendje         |
| Fernand Charpin   | Gendarme         |